# ثيودور جونسون
ثيودور جونسون (بالإنجليزية: Theodore Johnson)‏ هو سياسي أمريكي، ولد في 1904 في ماونت فيرنون في الولايات المتحدة، وتوفي في 1992 في بيتسبرغ في الولايات المتحدة. حزبياً، نشط في الحزب الديمقراطي. وقد انتخب عضو مجلس نواب بنسيلفانيا.